# 1914
1914 (MCMXIV) var ett normalår som började en torsdag i den gregorianska kalendern och ett normalår som började en onsdag i den julianska kalendern.

## Händelser

### Januari
- 8 januari – Ett sjukhus i London sätter in radium i cancerbehandlingen [1].
- 12 januari – Ford Motor Company inför åtta timmars arbetsdag och en minimilön på fem dollar per dag [1].
- 13 januari – Joel Emanuel Hägglund, alias Joe Hill, grips efter ett rånmord, som han är oskyldig till.
- 21 januari – USA:s marinsoldater lämnar Panama [2].
- 29 januari–19 oktober – USA skickar i flera omgångar marinsoldater till Haiti för att skydda amerikaner under en revolution [2].
- 30 januari – 24 personer omkommer vid en gasexplosion i en gruva utanför Dortmund i Tyskland [3].

### Februari
- 6 februari – 30 000 män från hela Sverige deltar i Bondetåget, där de går till borggården på Stockholms slott och kräver förstärkning av den svenska krigsmakten [4]. Kungen, Gustaf V, håller ett tal till Bondetåget, skrivet av Sven Hedin, på borggården på Stockholms slott om försvarsfrågan. Kungen uttalar sig för ett starkt försvar, helt i strid med regeringens politik [5], vilket leder till regeringens avgång.
- 8 februari – Ett socialdemokratiskt arbetartåg samlar 50 000 arbetare i protest mot Bondetåget i Sverige [6]. I ett manifest till Karl Staaff betonar de att "folkets vilja" ensam skall bestämma i Sverige [5] .
- 10 februari – Sveriges regering med statsminister Karl Staaff avgår i protest mot att kungen i sitt tal åsidosatt parlamentarismen och tagit ställning mot statsministerns försvarspolitik.[4]. Kungen vägrar ta tillbaka sina uttalanden från Borggårdstalet, "Jag vill ej beröva mig rätten att fritt meddela mig med Sveriges folk", och därmed lyckas han åstadkomma regeringsskifte i Sverige [5].
- 16 februari – Landshövding Hjalmar Hammarskjöld bildar en opolitisk ministär, till namnet en partipolitiskt obunden ämbetsmannaregering, men med högerorientering [4]. På programmet finns nyval till AK [5].
- Före 26 februari – Den svenska Nykterhetskommittén under ledning av Ivan Bratt presenterar sitt betänkande. Istället för totalförbud för alkohol innehåller det tre punkter. Det skall inte finnas några privata vinstintressen i alkoholhanteringen, det skall finnas öppen nykterhetsvård och individuell försäljningskontroll. Tillverkning och försäljning skall ske inom ramen för ett statsmonopol, medan försäljningskontrollen genomförs med införandet av motboken.
- 26 februari – Brattsystemet (motbok för inköp på Systembolaget) införs i Stockholm [1].

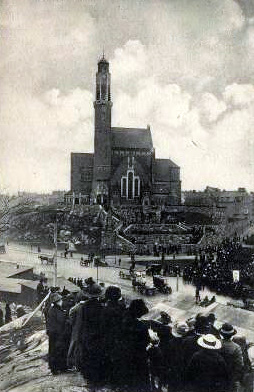
Bondetåget

### Mars
- 27 mars – Extravalet till AK i Sverige medför en stark ökning för högern och de frisinnade försvarsvännerna. Regeringen Hammarskjöld sitter kvar [6]. Högern blir största parti i AK, SAP går om liberalerna, som backar med 6 %. Svenska regeringen sitter kvar, och då 70 % av de röstberättigande deltar är det Sveriges dittills högsta valdeltagande [5].

### April
- 21 april – USA ingriper militärt i Mexikanska revolutionen på general Obregons sida. Den för tillfället sittande presidenten Victoriano Heureto tvingas avgå.
- 25 april – Svensken Enoch Thulin flyger med mellanlandningar på fyra dagar från Paris till Landskrona [6].

### Maj
- 1 maj – Första utställningen med modern fransk konst har vernissage i Dresden, och speciell beundran får impressionisterna med Claude Monet i spetsen [4]
- 15 maj – Baltiska utställningen för konst och industri i Sverige öppnas i Malmö med målet att stimulera svensk export av industriprodukter till Sveriges grannar runt Östersjön [4], som Danmark, Tyskland. 1 724 utställare deltar, och Ferdinand Boberg har ritat utställningsbyggnaden i nationalromantisk stil [5].
- 20 maj – Professor Nathan Söderblom blir Sveriges ärkebiskop [6], och för andra gången i Svenska kyrkans historia har biskopen tidigare inte varit biskop, samma sak hände med Johan Olof Wallin [5].
- 28 maj – Selma Lagerlöf väljs som första kvinna in i Svenska akademien [6].
- 29 maj – 1 024 personer omkommer i Kanada då ångbåten "RMS Empress of Ireland" sjunker efter en kollision på Saint Lawrencefloden [3].

### Juni

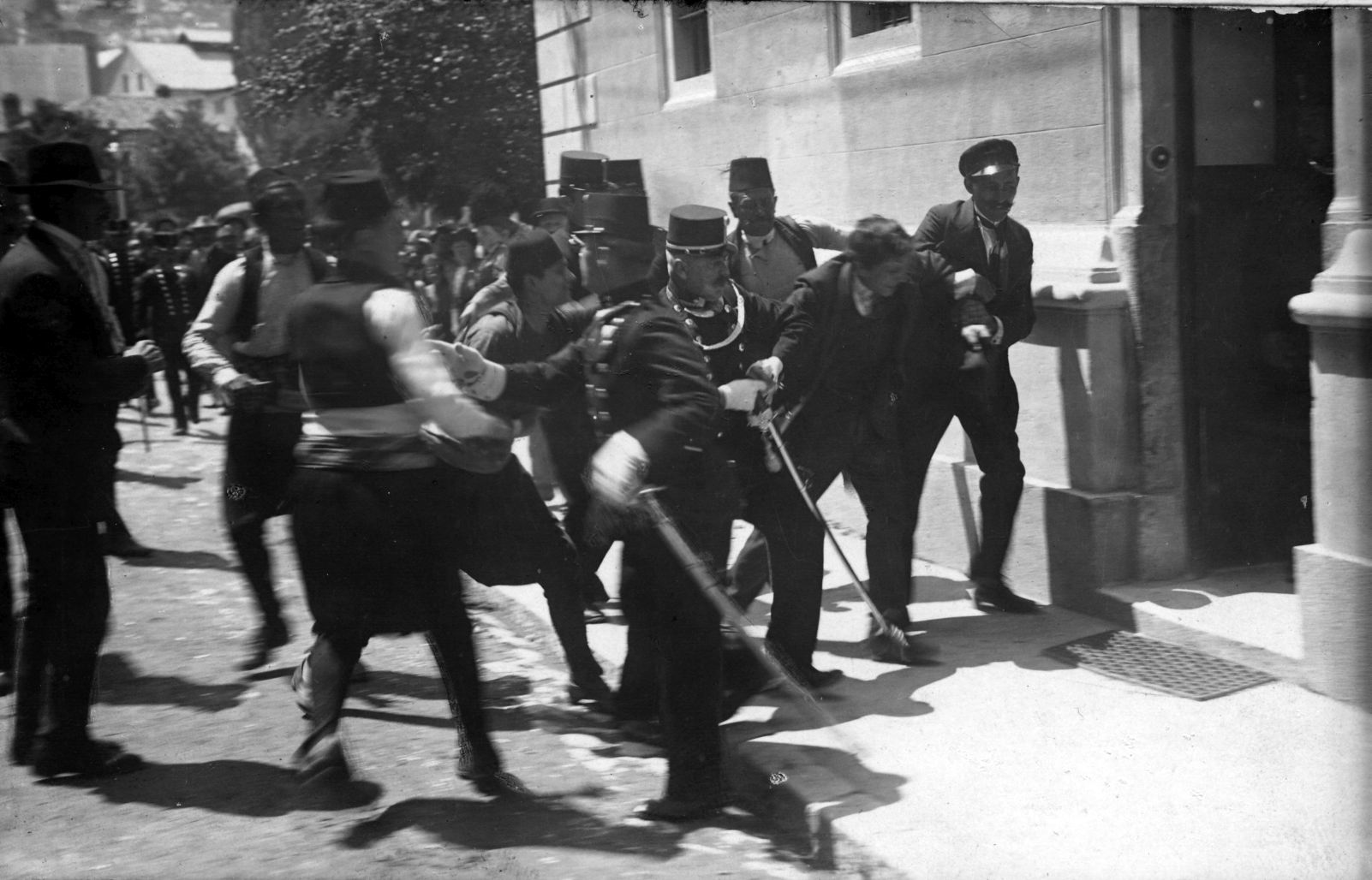
Skotten i Sarajevo.

- Juni–Juli – USA skickar flottsoldater till Dominikanska republiken under revolutionär aktivitet och stoppar bombningen av Puerto Plata och upprätthåller Santo Domingo stad som  "neutral zon" [2].
- 2 juni – Fysikern Archibald Low överför rörliga bilder på långa avstånd [1].
- 7 juni – Arbetet med den drygt åtta mil långa Panamakanalen avslutat, och första passagen genom kanalen sker [4]. Projektet har kostat 366 miljoner dollar och cirka 6 000 människoliv.
- 13 juni – En 13-årig pojke i Gustav Vasa folkskola stämmer sin överlärare för misshandel, och debatt om skollagen uppstår [5].
- 28 juni – Ärkehertigen och kronprinsen Franz Ferdinand av Österrike mördas vid besök i Sarajevo av serbiske nationalisten Gavrilo Princip vilket rubbar de svaga relationerna i Europa och bäddar för stor militär konflikt [4]. Mördaren är 19 år [1]. Även Franz Ferdinands hustru mördas.

### Juli
- 6 juli – Tyskland ger Österrike-Ungern bindande löften om stöd i händelse av krig med Ryssland.
- 23 juli – Österrike-Ungern ställer ett ultimatum med tio krav till Serbien, som får två dagar att svara.
- 25 juli
  - Serbien svarar på Österrike-Ungerns ultimatum från 23 juli, och går med på de flesta krav, men inte alla.
  - Den franske presidenten Poincaré besöker Stockholm, några få dagar före första världskrigets utbrott.
- 28 juli – Österrike-Ungern förklarar Serbien krig, vilket inleder den så kallade svarta veckan.[4].
- 30 juli – Ryssland inleder allmän mobilisering. Tyskland kräver i ett ultimatum att ordern skall återkallas.
- 31 juli – Danmark, Norge och Sverige förklarar sig neutrala i konflikten mellan Österrike-Ungern och Serbien [5].

### Augusti
- 1 augusti

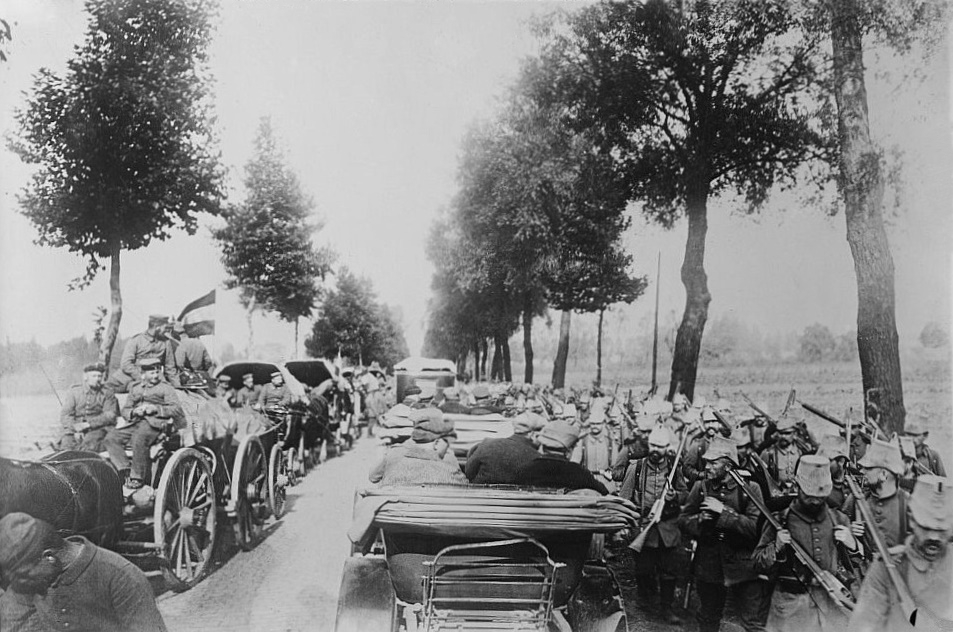
Tyska trupper i Belgien i augusti 1914, på väg fronten.

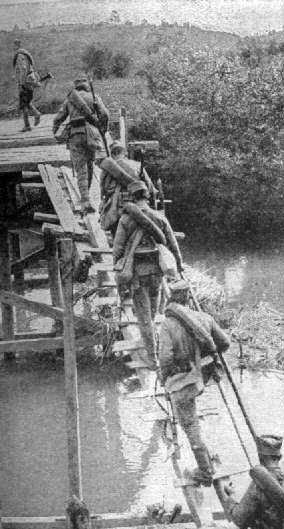
Serbiskt infanteri korsar floden Kolubara under slaget vid Kolubara.

  - Tyskland förklarar Ryssland krig [4]. Allmän mobilisering i Frankrike [1] och Tyskland.
  - Sommarstiljen i Sverige bryts. Hamstring börjar i butikerna, och folk försöker växla in sedlar mot guld. SAP sluter borgfred med regeringen Hammarskjöld [5] i försvarsfrågan. När nu stormaktskriget har brutit ut börjar man rusta upp det svenska försvaret.
- 2 augusti – Tyskland besätter Luxemburg och begär fri lejd genom Belgien.
- 3 augusti – Tyskland förklarar Frankrike krig och går genom neutrala Belgien [4]. De tyska soldaterna tränger in i Frankrike, vars soldater retirerar [1]. Frankrike har avvisat Tysklands begäran.
  - Sverige förklarar sig neutralt i stormaktskriget [6], och Norge gör samma sak. Rysslands Östersjöflotta avbryter då uppdraget att stänga in den svenska flottan i Karlskrona.
- 4 augusti – Storbritannien förklarar Tyskland krig [7] då man garanterat Belgiens neutralitet.
- 6 augusti – Österrike-Ungern förklarar krig mot Ryssland. Serbien förklarar krig mot Tyskland.[4]
- 7 augusti – Tyskarna intar den belgiska gränsfästningen Lièges huvudfort.
- 12 augusti – Storbritannien förklarar krig mot Österrike-Ungern.[4]
- 15 augusti
  - Japan ställer ultimatum att tyska fjärranösternflottan dras tillbaka och att Kiaochow utryms inom en vecka. Samma dag hejdar serbiska trupper det österrikiska fälttåget vid Drina.
  - Panamakanalen öppnas officiellt av USA:s president Woodrow Wilson [1].
- 18 augusti – Tysk storoffensiv genom Belgien mot Frankrike inleds.
- 20 augusti – Tyskland intar Bryssel. Samma dag går Österrike-Ungerns styrkor till anfall mot ryssarna. Till en början med stor framgång men tvingas sedan retirera för den ryska övermakten och uppge Galizien.
- 21 augusti - En total solförmörkelse inträffade över Sverige.
- 22 augusti – Brittiska och franska styrkor attackerar tyska styrkor i belgiska Mons, Sambre och Le Cateau, men drivs tillbaka.
- 23 augusti – Då tyskt svar på japanskt ultimatum uteblir förklarar Japan krig mot Tyskland.
- 26–30 augusti – Tyskland besegrar Ryssland i slaget vid Tannenberg [1].
- 28 augusti – Brittiska flottan tillfogar tyska flottan vissa förluster vid Helgoland.
- 31 augusti – Tyska soldater nära Paris, franska regeringen flyr [1].
- Augusti
  - Den svenska riksdagen antar en utlänningslag, som möjliggör större kontroll av utländska medborgare, som vistas i Sverige.
  - Vid krigsutbrottet reser tusentals utlänningar hem genom neutrala Sverige [6].

### September

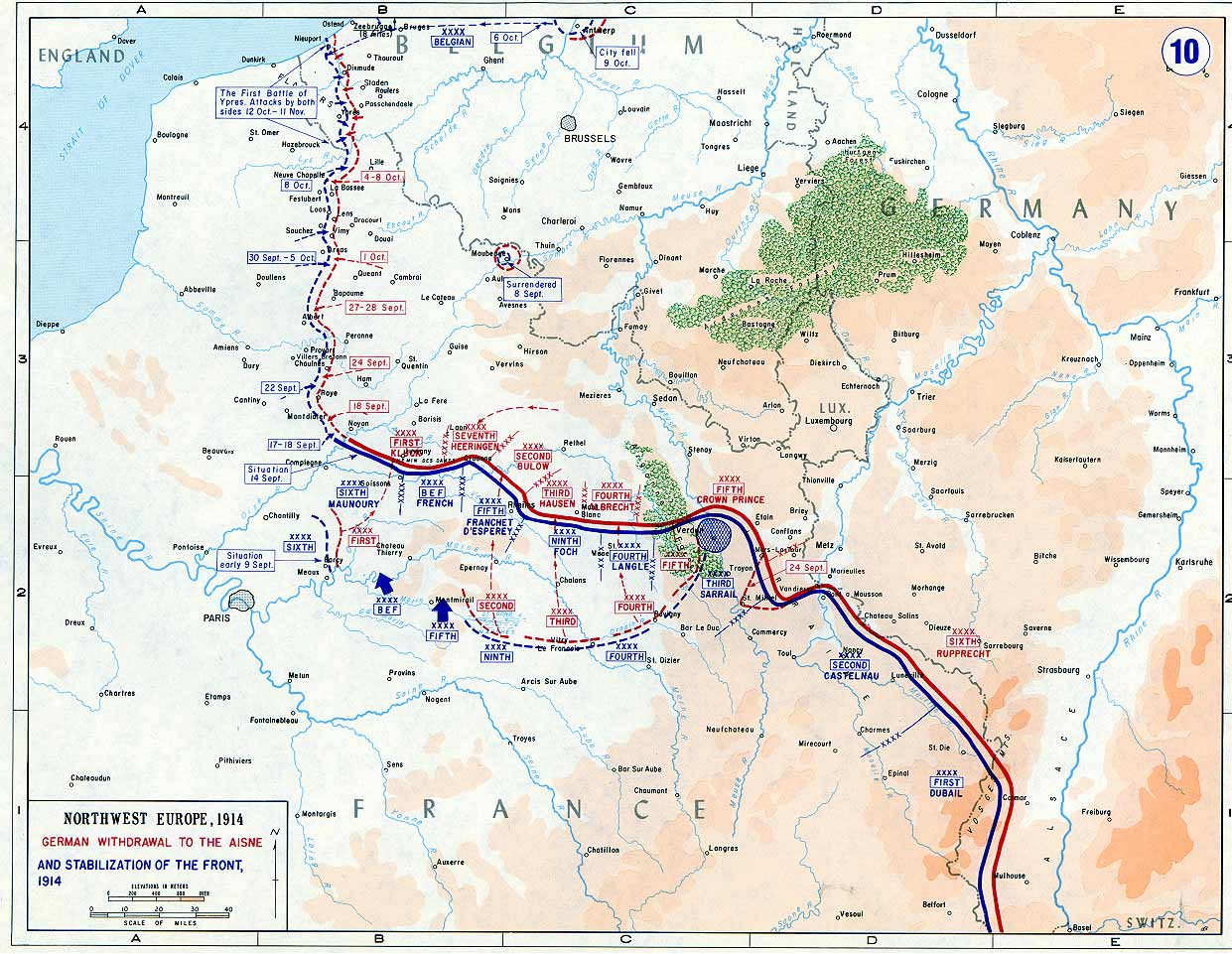
Slaget vid Marne

- 1 september – Staden Sankt Petersburg i Ryssland byter namn till det mindre tyskklingande Petrograd.[4]
- 3 september – Sedan Pius X har avlidit den 20 augusti väljs Giacomo Paolo Giovanni Battista della Chiesa till påve och tar namnet Benedictus XV.
- 5 september – Tyska trupper står mellan Paris och Verdun.
- 6 september – Första Marne-slaget börjar med fransk motoffensiv [1]. I striderna deltar ca 2 miljoner soldater, och ca 100 000 stupar eller såras i ett slag, som betecknas som framgångsrikt för de allierade.
- 8 september – Folkungaskolan i Linköping grundas.
- 11 september – Den tyska offensiven hejdas vid Marne [7].
- 12 september – Sveriges riksdag antar enigt den svenska regeringens förslag till 1914 års härordning, vilket innebär en kraftig upprustning av försvaret [6] och utökning av svenska flottans kapacitet [5].
- 22 september – Tysk ubåt sänker tre brittiska kryssare i Nordsjön inom loppet av en timme.
- 25 september – Andrakammarvalet i Sverige medför att liberalerna går tillbaka, högern och socialdemokraterna framåt. Regeringen Hammarskjöld sitter kvar [6]. Liberalerna och socialdemokraterna meddelar, att de ställer upp på neutralitetspolitiken.
- 28 september – Centralmakterna (Österrike-Ungern och Tyskland) inleder ett nytt anfall mot ryska styrkor, men anfallet hejdas, bl.a. utanför Warszawa, och centralmakternas arméer tvingas retirera.
- 30 september – Legendariska Hotel Rydberg i Stockholm stängs. Det var inneställe för "det Stockholm som ville synas" [8].

### Oktober

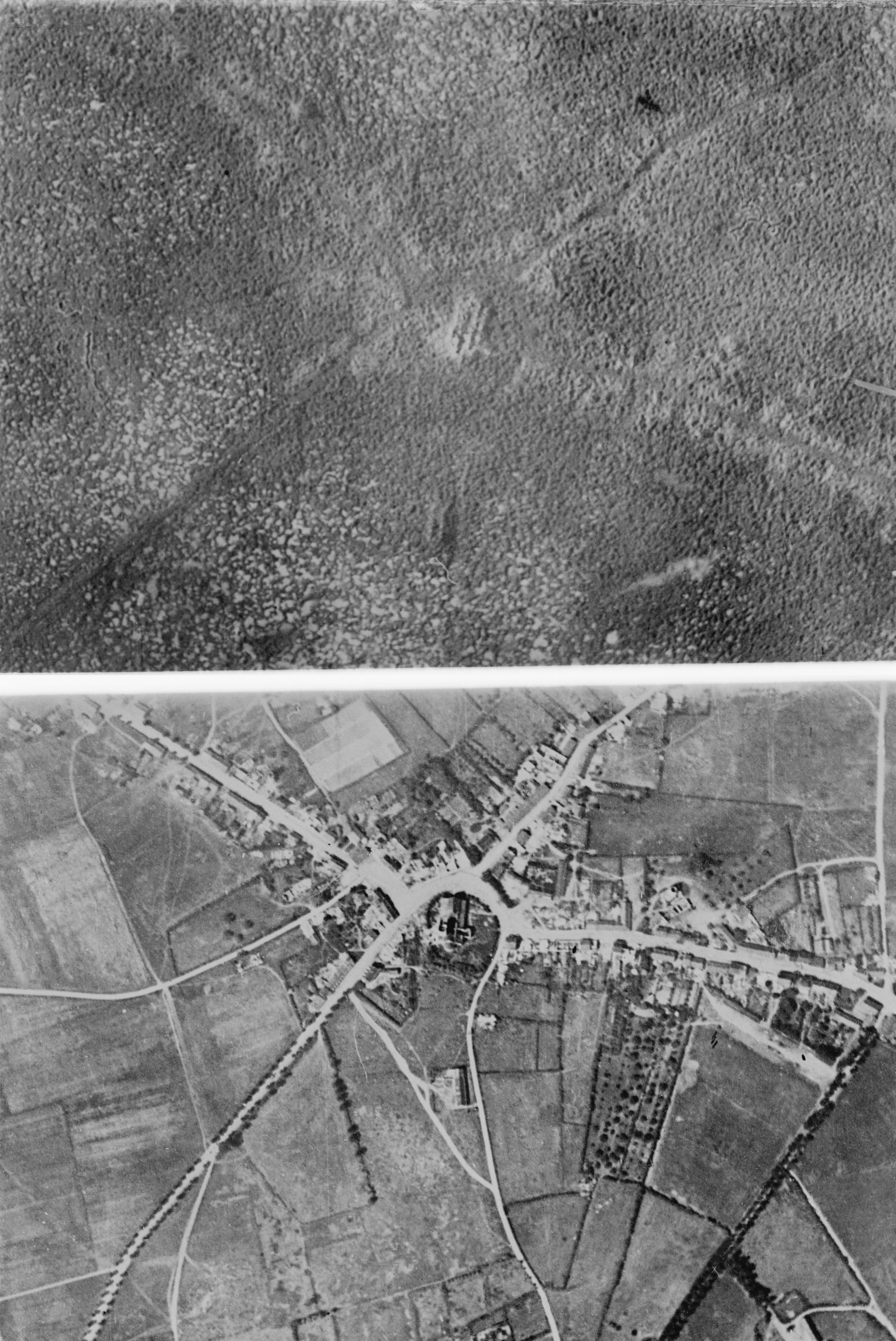
Slagen vid Ypern

- 4 oktober – Baltiska utställningen i Malmö avslutas.
- 9 oktober – Den av tyskarna inringade Antwerpen faller.
- 15 oktober – Antitrustlagen (införd i USA 1890) förnyas och skärps i USA.
- 19 oktober
  - Slaget vid Ypres inleds, varar i fyra veckor.
  - Fyrar och lysbojar vid Sveriges sydkust släcks efter tyska påtryckningar [6]. Därmed får brittiska krigsfartyg svårare att ta sig in i Östersjön [5].
- 28 oktober – Osmanska riket spärrar Dardanellerna [7] och beskjuter ryska hamnar i Svarta Havet från krigsfartyg [7]. De närmaste dagarna förklarar Ryssland, Frankrike och Storbritannien krig.

### November
- 1 november
  - En brittisk eskader besegras av en överlägsen tysk fartygsstyrka under befäl av amiral Graf Spee utanför Chiles kust – slaget vid Coronel.
  - Paul von Hindenburg utnämns till Tysklands befälhavare på östfronten [1].
- 2 november – Britterna upprättar en marin blockad mot Tyskland.
- 5 november
  - Frankrike, Ryssland och Storbritannien förklarar Osmanska riket krig [7].
  - Storbritannien annekterar Cypern.
- 8 november – Nathan Söderblom vigs till Sveriges ärkebiskop i Uppsala domkyrka [4].
- 11 november – Tyskt anfall mot Schlesien vilket leder till långvariga oavgjorda strider kring Łódź i Polen.
- 17 november – Frank Hellers roman Herr Collins affärer i London [1].
- 25 november – Tyskarna intar Łódź.
- November – De svenska Socialdemokraternas kongress beslutar om möjligt deltagande som mindre part i en koalitionsregering.

### December
- 2 december

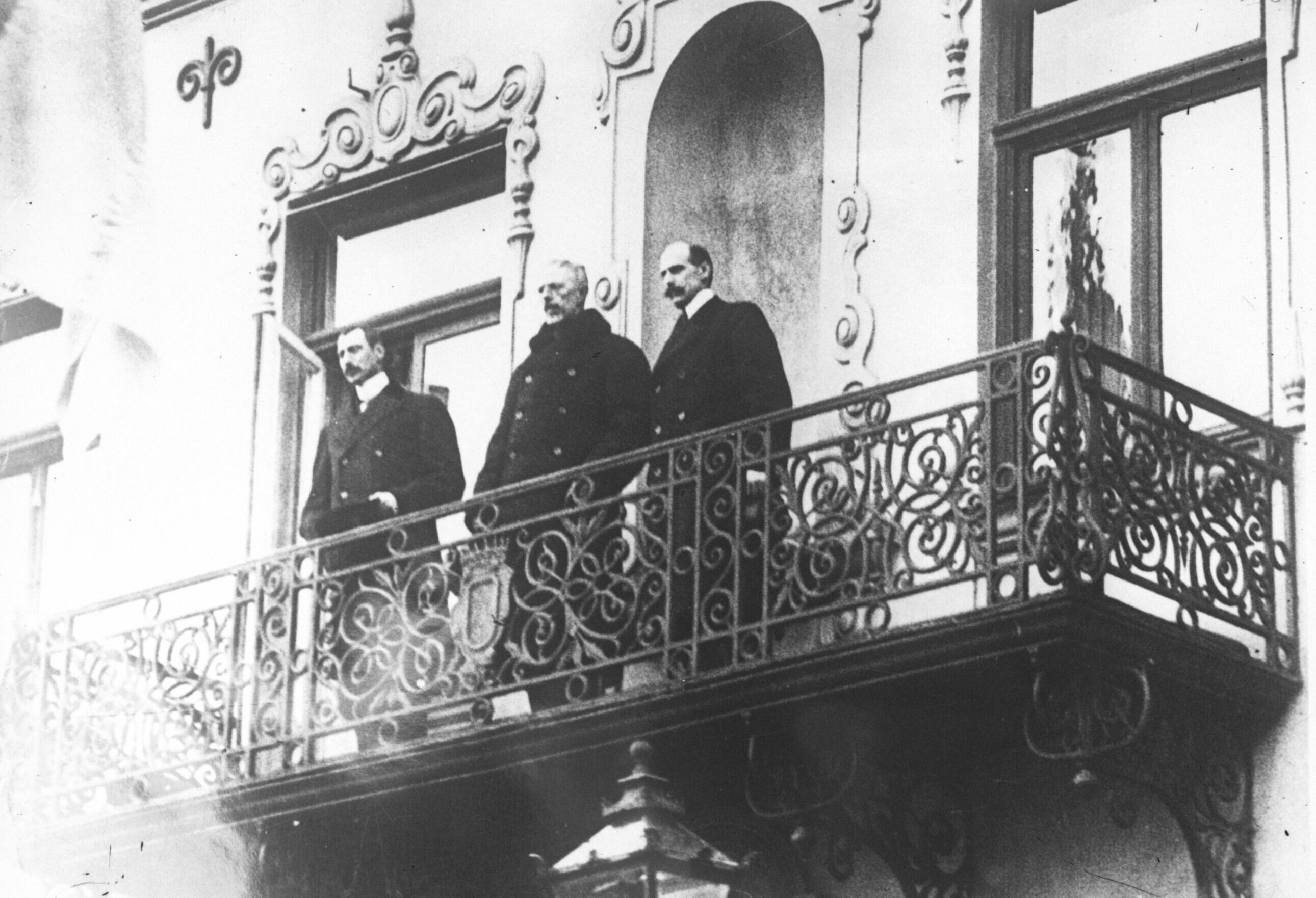
Trekungamötet 1914

  - Selma Lagerlöfs Kejsarn av Portugallien utkommer på fem språk samtidigt [6].
  - Belgrad intas av österrikiska trupper, men förloras snart då serbiska motanfall driver österrikarna ur landet.
- 8 december – Den tyska fartygsstyrkan, som besegrade brittiska fartyg utanför Chiles kust en månad tidigare – den så kallade Ostindieneskadern, blir utraderad av en starkare brittisk eskader utanför Falklandsöarna. Amiral Graf Spee och två av hans söner stupar tillsammans med ytterligare 2 000 man.
- 10 december – Utdelningen av Nobelprisen ställs in [6].
- 17 december – Drottning Victoria av Sverige besöker Berlin och träffar Tysklands kejsare, rikskansler och utrikesminister, och hon visar förståelse för tyska synpunkter på kriget [5].
- 18–19 december – Trekonungamötet i Malmö i Sverige äger rum. På Sveriges kung Gustaf V:s initiativ möts Sveriges, Norges och Danmarks konungar. Detta möte blir av stor betydelse för skyddandet av de tre ländernas enighet, neutralitet och gemensamma intressen under världskonflikten [4].
- 31 december – Under året har 37 dödsolyckor i motortrafiken inträffat i Sverige [9].

### Okänt datum
- Fiendskap, utan krigsförklaring, mellan USA och Mexiko följer Dolphinaffären och Pancho Villas räder. USA besätter staden Veracruz [2].
- Benämningen på tjänsteflickorna i Danmark ändras till "husassistent".[10]
- Naturvetenskapliga Föreningen vid Stockholms universitet grundas. Redan året innan upptog dock Naturvetarna spextraditionen och satte upp det första Naturvetarspexet, "Opp och hoppa".
- UD:s presschef håller tal på publicistklubben och inskärper vikten av neutral rapportering från kriget.
- Storbritannien inför sommartid [7].
- Suffragettdemonstration i London [7].
- Malmö, Sverige drabbas av en stor översvämning och stadens centrala gator blir fulla med vatten. Stora materiella skador [11].
- Föreningen Frisinnade Kvinnor bildas av läkarna Ada Nilsson och Julia Kinberg.
- Den svenska Åkarpslagen (indirekt skydd för strejkbrytare) mildras från straffarbete till fängelse.
- Den svenska statens arbetslöshetskommission (AK) bildas.
- Handelskvarnarna sluter sig samman under namnet Svenska Kvarnföreningen och får därmed monopol.
- Svenska staten monopoliserar tobaksproduktionen i AB Svenska Tobaksmonopolet [6] och inför tobaksskatt.
- Fredrika Bremer-Förbundets tidning Dagny byter namn till Hertha.
- Den svenska utvisningslagen träder i kraft [12].
- Den svenska Folkskoleöverstyrelsen inrättas och beslutar om enhetlig fyraårig folkskollärarutbildning [13].
- Stationssamhällena Hässleholm och Nässjö får stadsprivilegium.
- Kockums varv i Malmö sjösätter sin första ubåt Svärdfisken.
- Simundervisning införs permanent i folkskolorna Stockholm i Sverige då så gott som alla ortens skolor skaffat simbassäng stor nog för denna verksamhet.
- I Sverige grundas Folkskoleöverstyrelsen, som styrelse för folkskolorna [13].
- En 25-öresbok med landstormsanektorer säljs i Sverige till förmån för Kvinnornas Uppbåd.
- Sverige ger ut enkronorssedlar på grund av befarad silverbrist [6].
- Första numret av KF:s tidskrift Konsumentbladet utkommer [14].

## Födda

### Första kvartalet

#### Januari
- 5 januari
  - Nicolas de Staël, rysk konstnär. (död 1955)
  - George Reeves, amerikansk skådespelare. (död 1959)
- 8 januari – Gerda Nilsson, svensk socialistisk riksdagspolitiker. (död 2007)
- 11 januari – Joseph L. Fisher, amerikansk demokratisk politiker, kongressledamot 1975–1981. (död 1992)
- 12 januari
  - Albrecht von Goertz, tysk-amerikansk bildesigner. (död 2006)
  - Edward Gurney, amerikansk republikansk politiker. (död 1996)
- 16 januari – Bertil Boo, svensk skådespelare och sångare (baryton). (död 1996)
- 17 januari – Kurt Franz, tysk SS-officer, kommendant i Treblinka. (död 1998)
- 30 januari
  - Ann Mari Ström, svensk skådespelare och teaterpedagog. (död 2003)
  - Inga-Bodil Vetterlund, svensk skådespelare. (död 1980)

#### Februari
- 3 februari – Edward Sinclair, brittisk skådespelare. (död 1977)
- 4 februari – Alf Jörgensen, svensk filmproducent, manusförfattare och sångtextförfattare. (död 1972)
- 9 februari – Gypsy Rose Lee, amerikansk skådespelare och underhållningsartist. (död 1970)
- 14 februari
  - Sven Forssell, svensk författare och manusförfattare. (död 1962)
  - Britt G. Hallqvist, svensk författare och skapare av psalmer. (död 1997)
- 17 februari – Arthur Kennedy, amerikansk skådespelare. (död 1990)
- 21 februari – Zachary Scott, amerikansk skådespelare. (död 1965)
- 24 februari – Ralph Erskine, brittisk-svensk arkitekt. (död 2005)
- 26 februari
  - Robert Alda, amerikansk skådespelare. (död 1986)
  - William Stratton, amerikansk republikansk politiker, guvernör i Illinois 1953–1961. (död 2001)
- 27 februari – Olov Wigren, svensk skådespelare. (död 1982)

#### Mars
- 1 mars – Ralph Ellison, amerikansk författare. (död 1994)
- 6 mars
  - Maks Luburić, kroatisk militär och Ustaša–medlem. (död 1969)
  - Rochelle Hudson, amerikansk skådespelare. (död 1972)
- 7 mars – Stephen McNichols, amerikansk demokratisk politiker, guvernör i Colorado 1957–1963. (död 1997)
- 12 mars – Julia Lennon, John Lennons mor. (död 1958)
- 13 mars – Carl-Olof Anderberg, svensk kompositör och musikarrangör. (död 1972)
- 26 mars – Åke Grönberg, svensk regissör, skådespelare och sångare. (död 1969)
- 31 mars
  - Dagmar Lange, svensk deckarförfattare, pseud. Maria Lang. (död 1991)
  - Octavio Paz, mexikansk författare, nobelpristagare 1990. (död 1998)

### Andra kvartalet

#### April
- 1 april – Ragnar Edenman, svensk socialdemokratisk politiker, statsråd.
- 2 april
  - Sir Alec Guinness, brittisk skådespelare.
  - Hans J. Wegner, dansk arkitekt och möbelformgivare.
- 8 april – María Félix, mexikansk skådespelare.
- 14 april – Kari Grønn, norsk skådespelare.
- 18 april – Tord Bernheim, svensk revyartist, sångare och skådespelare.
- 22 april – Baldev Raj Chopra, indisk skådespelare.

#### Maj
- 8 maj – Romain Gary, fransk författare, diplomat och filmregissör.
- 12 maj – Bertus Aafjes, nederländsk journalist och författare.
- 13 maj – Joe Louis, amerikansk tungviktsboxare, världsmästare 1937–1949.
- 15 maj – Tenzing Norgay, sherpaguide åt Sir Edmund Hillary.
- 16 maj – Astrid Carlson, svensk skådespelare.
- 18 maj – Pierre Balmain, fransk modeskapare.
- 22 maj – Sun Ra, amerikansk musiker, organist och kompositör.
- 29 maj – Tenzing Norgay, nepalesisk sherpa.

#### Juni
- 5 juni – Rose Hill, brittisk skådespelare.
- 15 juni – Jurij Andropov, sovjetisk politiker, generalsekreterare i kommunistiska partiet 1982–1984.
- 18 juni – E.G. Marshall, amerikansk skådespelare.
- 19 juni – Alan Cranston, amerikansk demokratisk politiker, senator 1969–1993.
- 24 juni – Kari Diesen, norsk skådespelare.
- 25 juni – Mavis Pugh, brittisk skådespelare.

### Tredje kvartalet

#### Juli
- 1 juli – Ahmad Hasan al-Bakr, irakisk president.
- 8 juli
  - Jyoti Basu, indisk kommunistisk politiker.
  - Folke Udenius, svensk skådespelare.
- 9 juli – Willi Stoph, östtysk politiker.
- 10 juli – Henrik Schildt, svensk skådespelare.
- 15 juli
  - Sven Stiberg, svensk kompositör och jazzmusiker.
  - Akhtar Hameed Khan, pakistansk underutvecklingsaktivist och samhällsvetare.
- 21 juli – Philippe Ariès, fransk historiker.
- 23 juli – Alf Prøysen, norsk visdiktare.
- 25 juli – Olle Nordemar, svensk filmfotograf, producent, regissör, manusförfattare och statistskådespelare.
- 26 juli – C. Farris Bryant, amerikansk demokratisk politiker, guvernör i Florida 1961–1965.
- 28 juli – Woody Strode, amerikansk skådespelare.
- 29 juli – Marcel Bich, fransk industrialist.
- 30 juli – Mario Bava, italiensk filmregissör.
- 31 juli
  - Ignacy Jeż, polsk romersk-katolsk biskop.
  - Louis de Funès, fransk skådespelare.

#### Augusti
- 9 augusti – Tove Jansson, finlandssvensk författare och konstnär.
- 10 augusti – Ken Annakin, brittisk filmregissör, producent och manusförfattare.
- 11 augusti – José Silva, parapsykologisk författare.
- 14 augusti – Stieg Trenter, svensk journalist och deckarförfattare[6].
- 22 augusti – Gunnar Hübinette, svensk lantbrukare och moderat politiker.
- 26 augusti – Julio Cortázar, argentinsk författare.

#### September
- 4 september – Eivor Engelbrektsson, svensk skådespelare.
- 7 september – James Van Allen, amerikansk astrofysiker
- 8 september
  - Dimitrios I, patriark av Konstantinopel 1972–1991.
  - Erik Carlsson, svensk bonde och centerpartistisk politiker.
- 10 september
  - Terence O'Neill, premiärminister i Nordirland 1963–1969.
  - Robert Wise, amerikansk prisbelönt filmregissör och producent.
- 12 september – Desmond Llewelyn, brittisk skådespelare.
- 14 september – Lída Baarová, tjeckisk skådespelare.
- 20 september – Kenneth More, brittisk skådespelare.
- 25 september
  - Walter Kejving, svensk kompositör och musiker (dragspel).
  - Devi Lal, indisk politiker, chefsminister i Haryana 1987–1989. (död 2001)
- 28 september – Henrik Åkerlund, svensk docent och moderat politiker.

### Fjärde kvartalet

#### Oktober
- 1 oktober – Daniel Boorstin, amerikansk historiker, advokat och författare.
- 2 oktober – Elna-Britta Wallman, svensk skådespelare.
- 6 oktober – Thor Heyerdahl, norsk forskningsresande[15].
- 10 oktober – Bengt Logardt, svensk tandläkare, regissör, skådespelare, manusförfattare och kompositör.
- 15 oktober – Lennart Wallén, svensk filmklippare och regissör.
- 20 oktober – Arne Jones, svensk skulptör [6].
- 21 oktober – Martin Gardner, amerikansk matematiker, författare och kolumnist.
- 24 oktober – Lakshmi Sehgal, indisk politiker och läkare.
- 26 oktober – Jackie Coogan, amerikansk skådespelare.
- 27 oktober – Dylan Thomas, brittiskfödd författare och poet, född och uppvuxen i Wales.
- 28 oktober
  - Dody Goodman, amerikansk komiker och skådespelerska.
  - Jonas Salk, amerikansk medicinforskare, uppfinnare av poliovaccinet.
  - Ria Wägner, svensk journalist och TV-programledare.
- 31 oktober – Robert E. Smylie, amerikansk republikansk politiker, guvernör i Idaho 1955–1967.

#### November
- 3 november – John T. Connor, amerikansk företagsledare och politiker.
- 4 november – Carlos Castillo Armas, president i Guatemala 1954–1957.
- 9 november – Hedy Lamarr, österrikisk-amerikansk skådespelare och uppfinnare.
- 11 november – Mel Leven, amerikansk kompositör och textförfattare.
- 16 november – Marrit Ohlsson, svensk skådespelare och dansare.
- 25 november – Joe DiMaggio, amerikansk basebollstjärna, gift 274 dagar med Marilyn Monroe.
- 29 november – Sune Holmqvist, svensk skådespelare, musiker och sångare.

#### December
- 10 december – Dorothy Lamour, amerikansk skådespelare.
- 13 december – Alan Bullock, brittisk historiker.
- 14 december – Karl Carstens, tysk politiker, Västtysklands president 1979–1984.
- 20 december – Harry F. Byrd Jr., amerikansk politiker, senator 1965–1983. (död 2013)
- 21 december
  - Einar Gustafsson, svensk lantbrukare och centerpartistisk politiker.
  - Gunnar Lundén-Welden, svensk musiker, kapellmästare, musikarrangör, kompositör.
- 26 december – Richard Widmark, amerikansk skådespelare.
- 30 december – Bert Parks, amerikansk sångare.

## Avlidna

### Första kvartalet

#### Januari
- 26 januari – Lyman R. Casey, 76, amerikansk republikansk politiker, senator 1889–1893.

#### Februari
- 13 februari – Alphonse Bertillon, 60, fransk antropolog.

#### Mars
- 5 mars – William A. Massey, 57, amerikansk republikansk politiker och jurist, senator 1912–1913.
- 12 mars – George Westinghouse, 67, amerikansk ingenjör och företagsledare.

### Andra kvartalet

#### April
- 20 april – Ivar Wickman, 41, svensk läkare.
- 24 april – Benito Menni, 73, italiensk katolsk präst, helgon.

#### Maj
- 18 maj – Jenny Engelke, 76, svensk författare.
- 23 maj – William O'Connell Bradley, 67, amerikansk republikansk politiker, guvernör i Kentucky 1895–1899, senator 1909–1914.
- 24 maj – Antenor Nydqvist, 97, grundare av Nohab.

#### Juni
- 18 juni – Sílvio Romero, 63, brasiliansk författare.
- 19 juni – Brandon Thomas, 65, brittisk författare, pjäsförfattare och teaterskådespelare.
- 21 juni – Bertha von Suttner, 71, österrikisk författare och pacifist, nobelpristagare.
- 28 juni – Franz Ferdinand, 50, Österrikes tronföljare.

### Tredje kvartalet

#### Juli
- 1 juli – August Storm, 51, svensk överstelöjtnant och finanssekreterare i Frälsningsarmén, sångförfattare.
- 23 juli – Vladimir Mesjtjerskij, 75, rysk författare.
- 31 juli – Jean Jaurès, 54, fransk socialist och antimilitarist.

#### Augusti
- 6 augusti – Ellen Wilson, 54, amerikansk presidentfru, gift med Woodrow Wilson.
- 20 augusti – Pius X, 79, påve sedan 1903.
- 27 augusti – Eugen von Böhm-Bawerk, 63, österrikisk nationalekonom.

#### September
- 13 september – Charles N. Felton, 82, amerikansk republikansk politiker, senator 1891–1893.
- 18 september – Johan Forssell, 59, svensk folkskollärare och politiker (liberal, senare socialdemokrat).
- 26 september – August Macke, 27, tysk konstnär.
- 29 september – Alf Wallander, 51, svensk konstnär, konsthantverkare och formgivare.

### Fjärde kvartalet

#### Oktober
- 1 oktober – Kitty Kielland, 71, norsk målare.

#### November
- 4 november – John Kean, 61, amerikansk republikansk politiker, senator 1899–1911.
- 14 november – Frederick Sleigh Roberts, 82, brittisk fältmarskalk.
- 18 november – Karolina Kózka, 16, polsk jungfru och martyr, saligförklarad 1987.

#### December
- 22 december – William S. West, 65, amerikansk demokratisk politiker, senator 1914.

## Nobelpris[16]
- Fysik – Max von Laue, Tyskland
- Kemi – Theodore William Richards, USA
- Medicin – Robert Bárány, Österrike
- Litteratur – Inget pris utdelades
- Fred – Inget pris utdelades

### Fotnoter
1. 1 2 3 4 5 6 7 8 9 10 11 12 13  100 år med Aftonbladet – 1914, 1999
2. 1 2 3 4  ”USA:s militära insatser i utlandet”. History.navy.mil. Arkiverad från originalet den 12 oktober 2011. https://www.webcitation.org/62NCLaa95?url=http://www.history.navy.mil/library/online/forces.htm.
3. 1 2  Faktakalendern 1996, Semic, 1995
4. 1 2 3 4 5 6 7 8 9 10 11 12 13 14 15  20:e århundrades När Var Hur – 1914, Bernt Himmelstedt, Forum, 1999
5. 1 2 3 4 5 6 7 8 9 10 11 12 13  Sverige 1900-talet – 1914, NE, Bra Böcker, 2000
6. 1 2 3 4 5 6 7 8 9 10 11 12 13 14 15 16  Hundra år i Sverige – 1914, Hans Dahlberg, Albert Bonniers, 1999
7. 1 2 3 4 5 6 7  Faktakalendern 2000 – 1914 (Utlandet) , Semic, 1999
8. ↑  100 år med Aftonbladet – Rydbergs bar, 1999
9. ↑  75 år Sverige, Carl-Adam Nycop, Bokförlaget Bra böcker, 1976, sidan 65 – Omnibussen gör sin entré
10. ↑  ”Nu er vi ikke mere Piger”. 4 maj 2011. Arkiverad från originalet den 9 november 2012. https://web.archive.org/web/20121109030734/http://www.hist.lu.se/fihd/publikationer/Nu%20er%20vi%20ikke%20mere%20Piger%20av%20Anna%20Nordqvist.pdf#. Läst 26 september 2011.
11. ↑  Sverige 1900-talet – Varmare men från ett kallt utgångsläge, NE, Bra Böcker, 2000
12. ↑  Sverige 1900-talet – De nya svenskarna: Mellan assimilation och mångfald, NE, Bra Böcker, 2000
13. 1 2  ”Skolans historia, Sverige (UTF-8)”. Algonet.se. 26 januari 2011. http://www.hhogman.se/skolhistoria.htm.
14. ↑  Sverige 1900-talet – KF en folkrörelse med ideal, NE, Bra Böcker, 2000
15. ↑  ”Det hände i dag”. Webnews.textalk.com. 18 april 2002. http://webnews.textalk.com/se/calendar.php?id=9747&type=month&ds=20101006&list=true.
16. ↑  ”Nobelpriset”. https://www.nobelprize.org/prizes/lists/all-nobel-prizes/. Läst 10 april 2011.